# 679
679 (DCLXXIX) var ett normalår som började en lördag i den julianska kalendern.

## Händelser

### Okänt datum
- Adomnán blir abbot vid klostret på Iona.

## Födda
- Zacharias, påve 741–752

## Avlidna
- 23 december – Dagobert II, frankisk kung av Austrasien sedan 676 (mördad)[1]

### Fotnoter
1. ↑  Det hände i dag